# フック船長
- ピーター・パン > フック船長
- ピーター・パン (1953年の映画) > フック船長
- ディズニー・ヴィランズ > フック船長

フック船長（フック船長、キャプテン・ジェームズ・フック、Captain Hook）は、ジェームス・マシュー・バリーの1904年の戯曲『ピーター・パン：大人にならない少年』およびその様々な翻案作品における主要な敵役である。彼はピーター・パンの宿敵であり、船「ジョリー・ロジャー」の海賊船長である。フック船長が恐れるものは2つあり、それは自分の血を見ること（その血は不自然な色をしているとされている）と、彼の手を食べた後に彼を追い続けるワニ。フック船長の名前は、切断された手の代わりに取り付けられた鉄のフックから来ている。

## 製作
フックは、当初の戯曲の草案には登場しておらず、気まぐれで強制的なピーター・パンが「悪役」に最も近い存在だった。しかし、フックは子供たちの帰宅の旅を描くフロント・クロスシーン（舞台前方で短いシーンが演じられる間に、舞台後方で大きなシーンの変更が「静かに」行われる場面）のために作り出された。その後、バリーは子供たちが海賊に魅了されるという前提でシーンを拡張し、戯曲が発展するにつれて船長の役割も拡大した。
このキャラクターは当初、メアリー・ダーリング役を演じていた女優ドロシア・ベアードが演じる予定だったが、すでにジョージ・ダーリング役を演じていたジェラルド・デュ・モーリエ（シルヴィア・ルウェリン・デイヴィスの兄）がバリーを説得し、代わりにジェラルドがこの役を引き受けることになった。このキャスティングの伝統は、ピーター・パンの物語の多くの舞台や映画のプロダクションでも繰り返されている。
A・N・ウィルソンによれば、バリーは「フックと彼のワニへの執着が、明らかにエイハブのイギリス版である」と認めており、ハーマン・メルヴィルからの他の引用も存在している。

## 略歴
バリーは小説の中で、「フックは本名ではなかった。彼が本当は誰であるかを明かせば、今でも国を燃え上がらせるだろう」と述べている。彼は「黒ひげの船員」であり、「バーベキューが唯一恐れた男」とされている（ロバート・ルイス・スティーヴンソンの『宝島』では、ロング・ジョン・シルバーの別名の1つがバーベキューである）。
戯曲では、フックがイートン・カレッジやオックスフォード大学のベリオール・カレッジに通っていたことが示唆されており、彼の最後の言葉はイートンのモットーである「フロレアット・エトナ（イートン栄えよ）」である。小説では、フックの最後の言葉は、ピーター・パンが彼を船から投げ捨てるやり方を非難する、同様に上流階級的な「悪い形だ（不作法だ）」である。
本によると、ピーター・パンが2人の対立の始まりを作り出したのは、海賊の手をワニに食べさせたことによる。フックの味を覚えたワニは彼を執拗に追い続けるが、ワニが飲み込んだ時計の音がフックにその存在を警告する。

## 出演

### ピーター・パン（戯曲）、ピーターとウェンディ（小説）

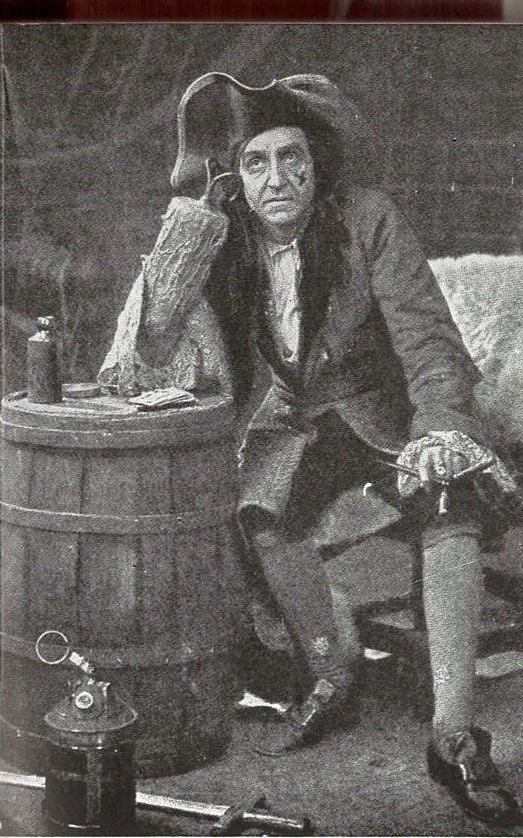
フック船長役のロブ・ハーウッド（1907年 - 1909年）

フックは「死体のように青白い」「黒ずんだ」姿で描かれており、「勿忘草の青」のような目を持っている（「彼がフックを突き立てるときは別で、そのときには2つの赤い斑点が目に現れ、恐ろしく輝く」）。彼の長い暗い巻き髪は「黒いろうそく」のように見えるとされている。多くの『ピーター・パン』のパントマイム公演では、フックの髪はかつらであり、濃い太い眉毛と口ひげが伴う。フックは右手（映画の翻案ではしばしば左手に変更される）に固定されており、武器として使用される。彼はまた「ハンサムな顔立ち」や「優雅な話しぶり」を持つと描写されている。バリーは、彼の「服装はチャールズ2世と結びつけられ、彼の経歴のある時点で、不運なスチュアート家に奇妙な類似性があると言われたことを聞いた」と記述している。フックのシガーホルダーは、1度に2本の葉巻を吸えるように作られている。バリーはまた、「イートン校のキャプテン・フック」において、彼は「一言で言えば、私がこれまでに見た中で最もハンサムな男だが、同時に少しだけ嫌悪感を覚えるかもしれない」と述べている。フックは冷酷で血に飢えた人物だが、これらの資質が彼を素晴らしい海賊にし、「完全に非英雄的なわけではない」と明確にしている。

### ディズニー版
1953年のアニメ映画『ピーター・パン』では、フック船長は原作のキャラクターよりもはるかにコミカルなヴィランとして描かれている。彼は虚栄心が強く、卑怯で、子供じみた怒りを持ち、恐怖で叫び出すことも多い臆病者として描かれている。映画の初期の製作段階で、ストーリーチームはフックのキャラクターを「軽薄で、しかし非常に卑劣で、殺人に至るほどの悪党。この性格の組み合わせが、彼が話したり行動したりするたびに多くの笑いを生むだろう」と分析した。
フランク・トーマスがフックの監督アニメーターだった。ディズニーのプラチナ版特典によれば、フックはイギリスの王をモデルにしている。ある監督はフックをコメディの要素を持たない、より暗いヴィランにすべきだと主張したが、若い観客を怖がらせることを恐れてその案は却下され、フックはピーター・パンと互角に渡り合うコミカルなヴィランとなった。
俳優ハンス・コンリードがディズニー版のフックの声を担当し、フックの解釈にトーンと感情を与えた。また、伝統的な舞台劇のように、ミスター・ダーリングの声も担当し、2つのキャラクターの実写参考演技も行った。その後のディズニーアニメーションでは、フックの声はコーリー・バートンが担当している。
フックは、ピーター・パンが彼の左手をワニに食わせたことへの復讐を求め、その復讐を果たす前にはネバーランドを去ることを拒否する。映画を通じて、フックはミスター・スミーに支えられている。ティンカー・ベルにピーター・パンには指1本（またはフック1本）触れないと約束した後、バリーの原作の毒薬の小瓶の代わりに、ピーターの隠れ家に爆弾を仕掛ける。映画の結末では、フックはワニに追われて遠くへ逃げ、船員たちはフックを救おうとする。ウォルト・ディズニーはフックを生かしておくことにこだわり、「観客はフックを好きになり、彼が死ぬのを見たくない」と言いった。

#### その他の映画出演
続編の『ピーター・パン2 ネバーランドの秘密』（2002年）では、フックはウェンディの娘ジェーンをウェンディと勘違いし、ピーター・パンをおびき寄せて殺すための餌として彼女を利用する。しかし、この計画が失敗すると、フックはジェーンに島の宝を見つける手助けをすれば家に帰してやると約束し、「ピーター・パンの頭の髪1本も傷つけない」と誓う。この最後の約束は、ピーターの頭から1本の髪を引き抜き、「残りは俺のものだ」と宣言することで守られる。映画の最後では、フックとその船員たちは巨大なタコに追いかけられて逃げ去る。
フック船長は、ビデオスルーのアンソロジー映画『ディズニー・ヴィランズ／悪者コレクション決定版』で主要な焦点となるディズニーヴィランズの1人である。
フック船長の起源はディズニーの『ティンカー・ベルとネバーランドの海賊船』で探られており、彼の声をトム・ヒドルストンが担当している。この物語では、フックが手を失う前の若きジェームズが、海賊船の見習い少年を装い、ピクシー・ホロウを離れた反逆的な妖精ザリーナと友達になる。ザリーナは、ピクシー・ダストを使った彼女の無許可の実験が災いを引き起こしたため、ダストキーパーとして解雇された後、島を去っている。ジェームズはピクシー・ダストの大きな可能性を予見し、ザリーナに自分が海賊たちを支配していると信じさせた。
『ザ・シンプソンズ』の短編映画『リサ・シンプソンのクラブへようこそ』では、フック船長（ケビン・マイケル・リチャードソンが声を担当）が他のディズニーヴィランズたちと共に登場し、リサ・シンプソンにヴィランになることの楽しさを説得しようとする。
ジュード・ロウはディズニーの実写映画『ピーター・パン＆ウェンディ』でフック船長を演じており、この映画は1953年のアニメ映画をゆるやかに翻案したものである。アニメ版とは異なり、フックは右腕にある。また、バリーの原作の戯曲やその後の『ピーター・パン』の翻案作品では、同じ俳優がフックとミスター・ダーリングを演じるのに対し、本作ではミスター・ダーリングの役は別の俳優アラン・テュディックが演じている。このバージョンでは、フックはピーターの古い友人であり、最初のロストボーイだったことが明かされるが、母親が恋しくなりネバーランドを去る。数年後、彼は海賊としてネバーランドに戻るが、大人になったためピーターに拒絶される。
ジョシュア・コリーは、ディズニーの実写映画『ディセンダント4』でティーンエイジャーのフックを演じている。この作品は『ディセンダント』シリーズの一部であり、彼の息子ハリー（トーマス・ドハティが演じる）は、シリーズの前作『ディセンダント2』と『ディセンダント3』に登場するが、フック船長本人は名前だけが言及されるのみである。

#### テレビシリーズ
フックは、『テイルスピン』の空賊ドン・カルナージュがホストを務めたエピソードで、『ロー・トゥナージ』に特別ゲストとしてカメオ出演した。そこで、彼はカルナージュに宝箱を賭けた剣の決闘を挑み、勝利した。
フックは『ハウス・オブ・マウス』にも頻繁に登場し、ビデオスルー映画『ミッキーのマジカル・クリスマス/雪の日のゆかいなパーティー』や『ミッキーの悪いやつには負けないぞ!』にも登場した。特に後者では主要なヴィランの1人として描かれている。
ディズニージュニアのシリーズ『ジェイクとネバーランドのかいぞくたち』では、フックは主なヴィランとして登場する。また、彼の母親である「ママ・フック」は、ディズニージュニアのシリーズにのみ登場し、フックが悪事に走らないように「正直」でいるように見守っている。

#### ビデオゲーム

##### キングダム ハーツ シリーズ
フックは、アクションロールプレイングゲーム『キングダム ハーツ』に登場し、マレフィセントや他のヴィランズたちと協力している。彼は海賊船を使って異なる世界を行き来する。日本語版の声優は大塚周夫が担当していたが、『バース バイ スリープ』では大塚がマスター・ゼアノート役に配役されたため、フック役は内田直哉が担当した。英語版の声優はコーリー・バートンである。
フックはリクと共に行動し、カイリが捕らえられている場所へ向かう。フックはリクの横柄な態度が気に入らず、彼を連れてきたことを後悔するが、リクがハートレスを操るようになったため、逆らうとハートレスをけしかけられる可能性があるため、彼の命令に従う。ソラ、ドナルド、グーフィーがネバーランドに到着すると、リクは彼らを船倉に投げ込み、そこで彼らはピーター・パンと出会い、ウェンディを探している彼と共に脱出する。フックは、ウェンディが「セブンプリンセス」であると信じて捕らえたが、リクがマレフィセントからの報告を受け、ウェンディがセブンプリンセスではないと伝えると、フックは苛立つ（ウェンディを誘拐するのが非常に困難だったことをほのめかしている）。甲板の下でハートレスを倒した後、ソラはフックのオフィスでリクに召喚された自分のコピーと戦う。その後、甲板でフックと対峙し、リクがカイリをホロウバスティオンに連れて行ったことを知ると、フックがティンカー・ベルを人質に取ったため、ソラたちは降伏を余儀なくされる。しかし、ワニが現れるとフックはオフィスに逃げ込み、スミーに囚人たちを板の端から海に突き落とすよう命じる。しかし、ピーター・パンが戻ってきてソラを救い、スミーの真似をしてフックを甲板に誘い出し、最終的にフックは海に投げ込まれ、ワニに追いかけられて地平線の彼方へと消えていく。
『キングダム ハーツ チェイン オブ メモリーズ』では、ソラの記憶の幻影として登場する。彼はその後、『キングダム ハーツ 358/2 Days』にも再登場し、大量の宝の地図を見つけるが、それらはすべて、フックが箱を開けるとハートレスが出現するように設定されている（しかし、フックとスミーはそのことを知らず、これらの箱はピートがハートレスの軍を築くための罠だった）。フックはその後、ゲームシリーズの前日譚『キングダム ハーツ バース バイ スリープ』にも登場し、テラを騙してピーター・パンを殺そうとさせる。彼はその後、ティンカー・ベルを誘拐し、ミッキーの星の欠片を奪うが、ヴェントゥスに倒され、水に投げ込まれてワニに追い払われる。

##### エピックミッキー
フックのアニマトロニクス版も、Wiiゲーム『ディズニー エピックミッキー 〜ミッキーマウスと魔法の筆〜』において重要な役割を果たしている。このゲームでは、フックは自分の船員をアニマトロニクス化し、サイボーグ版に改造して（ゲーム内では「ビートルワークス」と呼ばれている）、未改造の海賊たちに対して攻撃を仕掛けている。スミーはミッキーマウスに、フックを救い、海賊たちをビートルワークスに変えているこの機械を止める方法を見つけてほしいと依頼する。プレイヤーは、自力でフックと戦い、「シンナーアップグレード」（と「バッドエンディング」）を獲得するか、スプライトを解放して、ピーター・パンの衣装を着たピート・パンがフックを倒し、「ペイントアップグレード」（と、ピート・パンとキャプテン・フックが決闘する「グッドエンディング」）を獲得することができる。
『ディズニー エピックミッキー2:二つの力』では、フックは完全に姿を消し、彼の船員たちはリーダーを失い、トルトゥーガからブラックビアードとピート・パンによって追い出される。目的を失ったピート・パンは、マッドドクターと手を組んでいる。フックの衣類やアイテムの一部がヴェンチャーランドに残されており、船員たちは他の海賊たちをまとめ、故郷を取り戻すためにリーダーの座を争っている。
『ディズニー エピックミッキー:パワー・オブ・イリュージョン』では、カートゥーンワールドのフックが最初のボスとして登場し、ミズラベルに操られてミッキーと戦う。彼が敗北すると正気に戻り、カートゥーンワールドにトゥーンを取り戻すためにミッキーのクエストに協力することを申し出る。

##### その他のゲーム
フックは、ビデオゲーム『ミッキーマウス 不思議の国の大冒険』の日本版におけるボスの1人である（北米版ではペグレグ・ピートに置き換えられている）。
彼は、ディズニー・インタラクティブ・スタジオのコンピュータゲーム『ディズニーヴィランズ・リベンジ』にも主要なヴィランズの1人として登場し、プレイヤーがフックを倒してピーターを本来の年齢に戻すという内容である。
キャプテン・フックは、ワールドビルダーゲーム『ディズニー マジックキングダムズ』でプレイヤーキャラクターとして登場し、ゲームのメインストーリーラインでアンロックできるプレミアムキャラクターである。
また、別のバージョンのフックが、ビデオゲーム『Disney ミラー・ウォリアーズ』でプレイヤーキャラクターとして登場する。

#### アトラクションとライブイベント
フックは、ウォルト・ディズニー・パークス＆リゾーツのアドベンチャーランドで、ミスター・スミーと共にグリーティングで登場する。また、ダークライド『ピーターパン空の旅』のオーディオアニマトロニクスとしても登場する。
ディズニーランドの『ファンタズミック!』では、フックとピーター・パンが「ジョリー・ロジャー号」（セイリング・シップ・コロンビアが演じている）で決闘するシーンがある。これはディズニー・ハリウッド・スタジオでは『ポカホンタス』の短い再現シーンに置き換えられている。
ディズニーワールドのショー『ドリーム・アロング・ウィズ・ミッキー』では、フックとスミーは、ミッキーのパーティーを乱すヴィランズの1人として登場する。この場面は、ピーターとウェンディが現れて、グーフィーの冒険を求める夢を叶え、ドナルドダックと一緒に「海賊ごっこ」をして遊ぶときに起こる。ドナルドが船長のふりをしているところに、本物のフックが現れてピーターに決闘を挑む。最初はフックの登場が単なるショーのアクションを増やすために見えるが、実は彼がマレフィセントのために働いていることが明らかになる。マレフィセントは、パーティーに招待されなかったことに怒っている。最終的にフックは、ミッキーマウスが観客と一緒に「夢は叶う！」と唱え、ヴィランズを追い払うことで敗北する。
「ミッキーのノット・ソー・スケアリー・ハロウィーン・パーティー」の「ディズニー・ヴィランズ・ミックス・アンド・ミングル・ハロウィーン・ダンス・パーティー」では、フックは他のヴィランズと共にマレフィセントによって召喚され、彼女と一緒に共同ホストを務める。彼は、彼女以外のヴィランズの中で唯一歌い、彼女と一緒にダンスをするヴィランズとして描かれている。
フックはまた、ディズニー・オン・アイスの2013年のショー「レッツ・パーティー」のハロウィーン・セクションにも登場した。このセクションは、ジャック・スケリントンが主催するパーティー形式で進行し、すべての主要なディズニーヴィランズ（シーンで注目すべき他のヴィランズとしては女王とジャファーが登場する）が参加し、ミッキーマウスを捕らえてゲストを不幸に陥れようと計画する。

#### 印刷メディア
フックは、時折、スクルージ・マクダックのコミックブックの世界に登場し、ドナルドダックの捕鯨船乗りのいとこであるモビー・ダックの宿敵として描かれている。
『キングダム・キーパーズ』シリーズの本『ディズニー・アット・ドーン』（2008年）では、フックがオーバーテイカーズによって派遣され、ジェスがパーク内のスピーカーで流している曲の意味を調べるためにアリエルのグロットを探っていた。
『ディセンダント』シリーズの小説『ザ・アイル・オブ・ザ・ロスト』（2015年）およびその続編『ライズ・オブ・ザ・ロスト』（2017年）では、フックは、表題の島に囚われているヴィランズの1人として登場する。彼はハリエット（長女）、ハリー（次男）、CJ（末娘）の父親でもある。
『パイレーツ・オブ・カリビアン』の小説『パイレーツ・オブ・カリビアン 自由の代償』では、フックが「ジェームズ」として言及されており、これは著者A. C. クリスピンによってディズニーの「イン」ジョークであることが確認されている。

### 映画

#### ピーター・パン (1924年の映画)
1924年のサイレント映画『ピーター・パン』では、フックをアーネスト・トレンスが演じている。

#### フック (1991年の映画)
映画『フック』では、キャプテン・ジェームズ・フックをダスティン・ホフマンが演じている。フックは自分の人生に目的を見出すために、成長したピーター・パンの子供たちを誘拐し、宿敵をネバーランドにおびき寄せる。彼は中年になったピーターに、3日間でかつての精神を取り戻すように要求する。ピーター・パンが永遠の若さを放棄してネバーランドを去り、ウェンディの孫娘モイラと家庭を築き、新たにピーター・バニング（ロビン・ウィリアムズ）として生き始めたことにより、フックは鬱状態に陥り、自殺を考えるようになる。
ピーターがネバーランドに初めて到着したとき、彼はフックに子供たちを解放するように金銭を差し出すが、フックは拒否し、ピーターの小切手帳を撃ち抜く。フックは、達成すべきことがもう何も残っていないのではないかと悩んでいる。彼はすでにワニを殺しており、その死体を使って静かな時計塔を作っている。それにもかかわらず、フックは時計の音に恐怖を感じ続け、ワニが戻ってくるのではないかとますますパラノイアになり、しばしば時計を破壊して対処する。スミーの提案で、フックはピーターの子供たちに、父親が彼らを愛していなかったと思わせ、ネバーランドに留まらせることを試みる。彼はピーターの息子ジャックに成功し、ジャックはすぐにフックを、ピーターがなれなかった注意深い父親のように感じるようになる。フックは最終的にジャックを後継者候補として見るようになる。ピーターの娘マギーはフックをすぐに信用せず、彼の説得に応じない。彼女はフックに、父親の過去の反抗を思い出させる。フックは、ピーターがマギーを救うことに失敗し、彼女の父親への信頼が崩れるまで彼女を人質にすることを決める。しかし、これが裏目に出て、ピーターとロストボーイズがすぐに彼女を救出する。ジャックはフックがルフィオを決闘で殺すのを目撃し、父親がロストボーイズをどれほど大切に思っているかを理解し、殺人者であるフックを拒絶して再びピーターと和解する。ピーターが子供たちとロストボーイズを連れて船を去ろうとすると、フックは彼に戻ってくるように命じる。マギーはフックを叱りつけ、「悪い態度を直してくれるお母さんが必要だ」と言う。フックがピーターの家族の子供たちを今後も誘拐し続けると誓った後、ピーターとフックはロストボーイズの輪の中で最後の決闘を行う。ピーターは、フックが恐れている時計の音がワニの存在を思い出させるものではなく、時が経つことを思い出させるものだと挑発する。ティンカー・ベルがフックの攻撃をフック自身の武器でかわした後、ワニの時計塔が「生き返り」、フックの上に落ちて彼を食べてしまう。
フックの欠けた手は左手であり、切り株には野球のミットやポインターなど他のアタッチメントが取り付けられる。彼は金飾りがついた赤いコート、マッチングした帽子、そして禿げた頭を隠すかつらを身に着けている。フックは脇に儀式用の船長の剣を帯びているが、ルフィオやピーターと戦う際には本格的な決闘用の剣を使用する。映画におけるフックの外見はディズニー版に強く影響を受けているが、より豪華な衣装や、フック型のカールした口ひげを持っている。彼はディズニー版よりも、紳士的な海賊としてのバリーのキャラクターに近く、たとえば「良い形」や「悪い形」といった行動を頻繁に説明する（ただし、ピーターとの決定的な決闘の最中に背後からピーターを刺そうとするように、自分に都合が良ければこれらのルールを破ることもある）。ホフマンは、キャラクターの声と仕草を保守派のコラムニスト、ウィリアム・バックリー・ジュニアに基づいて作り上げたと語っている。
この映画では、キャプテン・フック役とジョージ・ダーリング役を同じ俳優が演じるという伝統的な要素への言及として、ホフマンがフックを演じるだけでなく、バニング一家がクリスマスのためにサンフランシスコからロンドンへ飛行するシーンで、航空機のパイロットのアナウンスも担当している。

#### ピーター・パン (2003年の映画)
2003年の映画版『ピーター・パン』では、フックをイギリスの俳優ジェイソン・アイザックスが演じている。彼はまた、ウェンディの父ジョージ・ダーリング役も演じており、これは原作の舞台劇の伝統に従っている。アイザックスは正しく右手にフックを装着しており、肩のハーネスで支えられている。フックは、左肩にイートン校の紋章のタトゥーも入っている。フックは恐れられ、冷酷だが、紳士的でもある。クライマックスの決闘では、彼は飛ぶことを覚え、ピーター・パンをほぼ倒しそうになるが、ロストボーイズの嘲笑によって飛ぶために必要な熱意が弱まり、最終的にワニの口の中に落ち、自分の運命を受け入れる。

#### 映画『シュレック』シリーズ
フックは映画『シュレック2』において、マイナーなキャラクターとして登場し、「ポイズンド・アップル」という酒場でトム・ウェイツの「リトル・ドロップ・オブ・ポイズン」とニック・ケイヴ＆ザ・バッド・シーズの「ピープル・アイント・ノー・グッド」をピアノで演奏している。『シュレック3』では、より大きな役割を果たし、二次的な悪役として登場し、イアン・マクシェーンが声を担当している。

#### ネバーランド（2004年の映画）
映画『ネバーランド』では、『ピーター・パン』の作者ジェームズ・マシュー・バリーの伝記が描かれているが、その中でジェームズはキャプテン・フックのキャラクターの着想を、シルヴィアの厳格な母親から得る。彼女がシルヴィアの息子の1人にハンガーを向けている姿を見て、ジェームズは左手にフックがある姿を思い描く。

#### PAN 〜ネバーランド、夢のはじまり〜
この『ピーター・パン』の物語の前日譚で、ギャレット・ヘドランドが若き日のジェームズ・フックを演じている。フックは主人公の1人で、ピーター・パンと共にネバーランドでブラックベアードの鉱山から脱出し、先住民族と協力する。当初はネバーランドを離れることだけに関心を持っていたが、フックはタイガー・リリー（ルーニー・マーラ）に惹かれ、彼女やピーターと共に、最終決戦でタイガー・リリーがブラックベアードと戦う中、ボートスウェイン・ビショップと直接対決する。映画の結末では、フックはピーターとタイガー・リリーと共に、ロンドンにあるピーターの古い孤児院からピーターの仲間ニブスを含む他の子供たちを救出するために協力する。この映画に登場するフックは、原作のキャラクターとは異なり、イートン校、ブラックベアード、あるいは海賊とは全く関係のない開拓時代のアメリカ人として描かれている。

#### アリス&ピーターパン はじまりの物語
2020年の映画『アリス&ピーターパン はじまりの物語』では、このキャラクターはデヴィッド・ジャーシーが演じており、「CJ」という名前で登場する（「キャプテン・ジェームズ」の略としての名前）。CJは、冷酷な質屋であり、下層の犯罪組織のボスでもある。彼はマッドハッターの息子であり、アリスとピーター・パンの父方の祖父にあたる人物である。したがって、CJは彼らの父方のおじであり、アリスを通じてダーリング家の子供たち、ウェンディ、マイケル、ジョンの大叔父にあたる（アリスは成長してジョージ・ダーリングと結婚し、ダーリング家の兄弟姉妹をもうける）。CJは、老衰が進んだ父の面倒を見ており、父は息子としてジャック（アリスとピーターの父親）だけを認識しているが、CJは常に兄の影に隠れて成長したことを恨んでいる。また、CJは、彼が最も気に入っていた甥であるデイビッドの死についてもジャックを責めている。そのため、ジャックが借金取りを鎮めるために兄に助けを求めに来たとき、CJは自分の犯罪組織の上司に忠誠を示し、ジャックの右手を砕き、最終的にそれを切断させる。
その後、ピーターはストリートチルドレンのグループを探し出し、叔父が犯罪組織のために保管している金貨を盗み出すことを計画する。しかし、彼らが行動を起こしたところでCJに捕まり、ピーターは決闘の末にCJの左手を切り落として逃げ出す。CJとその仲間たちはピーターを追いかけるが、ピーターは行方をくらませる。

#### ウェンディ
2020年の映画『ウェンディ』では、キャプテン・フックをケヴィン・ピューが演じ、若い頃の姿をギャヴィン・ナクインが演じている。この現代的な再話の映画では、ウェンディは双子の兄ジェームズとダグラスの末っ子として描かれている。ピーターは、家族を殺した災害から彼を救った女神が自身の力を分け与え、彼を時間に縛られない存在にしたことで、年を取らなくなっている。この女神は「母」として知られ、彼女に信仰を持ち続ける限り、そこに住む子供たちが成長しないようにしているが、信仰を失うと急速に中年の大人へと年を取らせてしまう。
ダグラスが溺れたかのように見えたとき、ジェームズは信仰を失い始め、右手が早期に老化し始める。これを見たピーターはジェームズの右手を切断するが、それでもジェームズは年を取り続け、他の大人たちを集めて「母」を殺し、食べて失われた若さを取り戻そうとする。そして、彼らは修復された漁船でその計画を実行しようとする。ウェンディがダグラスが実際には溺れていなかったことを発見すると、彼と共にピーターを助け、「母」を復活させる。「母」は銛で刺されて一時的に死んでしまったが、再び息を吹き返す。
ジェームズは今や即席のフックを右手に装着しているが、彼の兄弟や友人たちと共に家に帰ることはできなくなり、ピーターと共に新しい「敵」であるキャプテン・フックとして過ごすことを選ぶ。これにより、彼は子供の心を持ったまま残りの人生を生きることができる。

#### ロスト・ガールズ
イアン・グレンは、2022年の映画『ロスト・ガールズ』でフックを演じている。

#### ピーターパンのネバーランド・ナイトメア
フックは、2024年公開予定の『ツイステッド・チャイルドフッド・ユニバース』シリーズ映画『ピーターパンのネバーランド・ナイトメア』でチャリティ・カセが演じる予定。

### テレビ番組

#### ピーター・パン（1976年のミュージカル）
フックは、1976年のテレビ・ミュージカル『ピーター・パン』でダニー・ケイが演じた。

#### ピーターパンの冒険
1989年に、日本アニメーションは『ピーターパンの冒険』というアニメシリーズを制作し、全41話が放送された。このシリーズは『世界名作劇場』で放映され、他のいくつかの国でも放送された。フックの性格は、バリーの原作小説に登場するキャラクターに非常に近いものだった。ピーターパンを倒すことを望むだけでなく、ネバーランドの初代王になることも熱望している。フックには、カニの爪のように見え、機能する第2のフックの手がある。
彼の声は大塚周夫が担当しており、大塚はディズニー版のキャラクターの日本語版や『キングダム ハーツ』シリーズでもフックを演じている。

#### ピーターパンとかいぞく
1990年、フォックス放送はテレビシリーズ『ピーターパンとかいぞく』を制作した。このシリーズでは、フックの衣装は古典的なチャールズ2世時代の復古調ではなく、18世紀初頭のスタイルに近いものだった。彼は白髪で黒い服を着ており、口ひげはなく、きれいに剃られた顔をしていた。フックの性格はバリーの原作キャラクターに近く、彼は部下を恐れさせ、敵を虐待し、恐怖を知らない（ワニを除いて）人物として描かれている。また、非常に知的で、ウィリアム・シェイクスピアの戯曲に情熱を持っている。彼の声はティム・カリーが担当し、この役でエミー賞を受賞した。

#### チルドレンズ・パーティー・アット・ザ・パレス
フックは、2006年のBBCテレビスペシャル『チルドレンズ・パーティー・アット・ザ・パレス』でアンソニー・ヘッドが演じた。

#### ワンス・アポン・ア・タイム
キャプテン・フックは、テレビシリーズ『ワンス・アポン・ア・タイム』にレギュラーキャラクターとして登場する。彼はシーズン2のエピソード「ワニと呼ばれた男」で初登場し、コリン・オドナヒューが演じている。
フックは、キリアン・ジョーンズという名前で生まれ、兄の死後に「ジョリー・ロジャー号」の船長になる。彼の手は、フックが妻と逃げたことへの復讐として、暗黒の詐欺師ランプルスティルツキンによって切り落とされます。ルンペルシュティルツキンを殺す方法を見つけるために、フックはネバーランドへと旅立ち、そこで100年以上を過ごした後、魔法の森に戻ることができる。フックはハートの女王コーラと手を組み、呪いが解けた後に魔法のない世界へと旅立つ。

#### ネバーランド
テレビミニシリーズ『ネバーランド』では、ジェームズ・フックをリス・エヴァンスが演じている。彼は「ジミー」という名前で登場し、フェンシングの教師であり、ピーター・パンを含む少年のスリ集団のリーダーとして描かれている。彼とピーターは父子のような関係を築いていたが、ネバーランドでの出来事を通じて、その関係は完全に崩壊し、ピーターの親友の死に至る。ジミーは、ピーターと彼の仲間が発見したことを知らない謎の球体を探し求めている。
ミニシリーズの展開の中で、ジミーは誤ってピーターの親友を死なせてしまい、その後、実はジミーがピーターの父親を殺したことが明らかになる。ジミーはピーターの母親に恋をしていたため、ピーターの父親を殺したのである。フックが持っている時計はかつてピーターの父親のものであり、最終対決の際に、フックの手と共にその時計がワニに飲み込まれてしまう。

#### ピーター・パン・ライヴ!
クリストファー・ウォーケンは、2014年12月にNBCで生放送されたミュージカル『ピーター・パン・ライヴ!』でキャプテン・フックを演じた。このショーは、基となった1954年のミュージカルに比べて、キャプテン・フックの描写を「強化し、深める」ことを目指した。フックと彼の海賊団は、オリジナルのミュージカルの曲「フックのタンゴ」などを歌うほか、「ヴェンジェンス」や「オンリー・プリテンド」などの新しい曲も披露する。

#### ファンタスティック・ピーターパン
ITVの映画『ファンタスティック・ピーターパン』では、スタンリー・トゥッチがフックを演じている。現実世界では、彼はグレートオーモンド・ストリート病院の著名な外科医、ワイリー博士であり、ハゼル・ドープが演じる子供の患者ルーシー・ローズが、命を救う心臓手術の最中に死にかけた経験をきっかけにネバーランドに似た幻想の世界に迷い込んだ際に、彼の手術チームを海賊と見立ててフックとして想像する。このフックはピーター・パンと同じくらい無邪気な一面を持っていることが描かれており、子供嫌いは彼自身の波乱に満ちた幼少期に起因している。彼は愛情のない家族によってイートン校に送られたため、ある意味ではピーターと同じくらいウェンディを必要としている。彼は乗組員たちに、自分の嫌いだった学校時代の回想を読み上げるが、それでも家族が自分を愛していなかったことを信じようとはしない。また、フックは些細な違反でさえ乗組員を罰し、ブーツに唾を吐いてしまった乗組員を殺す場面も描かれている。物語の結末は原作に似ているが、今回はワニが船底を突き破ってフックを引きずり込み、フックは船体にしがみつこうとしている間に折れてしまう。

### 文献

#### スカーレットのピーターパン
ジェラルディン・マコックランの公認された『ピーター・パン・イン・スカーレット』の続編では、ピーターに新たな宿敵が登場しながらも、古くからの人気キャラクターも再登場する。
ラヴェロというサーカスの男は、ボロボロのウールのコートを常に身にまとい、宝探しのためにピーターの従者として志願する。ラヴェロはピーターに赤いコート（かつてフックが着ていたもの）を提供し、悪い影響を与え、ピーターを次第にキャプテン・フックに似せていく。彼は自分を生きている人間とは思っておらず、眠ることもなく、食べるのは卵だけである。物語の中盤で、彼がかつてのジェームズ・フックであることが明かされる。彼は、ワニの胃の収縮によって常に携帯していた毒薬の瓶が割れた際にワニから逃れた。その毒薬がワニを殺し、フックはフックの手を使ってワニの腹から這い出したが、胃酸によって変形し、傷だらけの顔を持つ醜い男になってしまいた。このため、彼は以前の貴族的な海賊とはまったく異なる姿になってしまった。彼はその後、「ラヴェロ」という新しい身分を名乗り、ライオンや虎、熊を揃えた移動サーカスの主人となった。
ラヴェロの正体を示す手がかりの1つとして、ロストボーイズの1人がラヴェロに名前を尋ねたとき、彼は思い出そうとするかのようにしばらく考えた後、母親が彼に「クライトン」と名付けたが、母親がつけた名前には意味がないと言う。
ラヴェロのトロフィーの1つには、1894年の日付が刻まれたイートン校のトロフィーがある。もしフックがその年に18歳、つまりイートン校の最終学年だったとすると、彼の生年は1876年となり、『海賊会議』に登場した年からちょうど101年後であり、ブラックベアードやロング・ジョン・シルバーの時代よりもさらに後のことになる。また、この本の中でフックは、ブラックベアードと一緒にいたことは1度もないと否定し、自分がそのような教養のない男に仕えることは決してなかったと言い、そのような主張はすべて敵が広めた噂に過ぎないと述べている。フックがウェンディのキスを受け、5週間分の睡眠をとることで、本当のジェームズ・フックが再び姿を現す。

#### キャプテン・フック 悪名高き青年の冒険
2007年に発表された（非カノンの）小説『キャプテン・フック 悪名高き青年の冒険』によれば、キャプテン・フックは貴族の「B卿」と、フックが一度も会ったことのない無名の女性（暗に女王であると示唆されている）の非嫡出子だった。B卿によって見捨てられたジェームズ・マシューは、シェイクスピア劇の女優であるエミリーおばさんに育てられ、嫌々ながらイートン校にオッピダン奨学生として通うことになる。彼はシェイクスピアとシェリーの熱心な読者であり、彼のモットーは「知識は力なり」でした。彼は多くのものを「一級品」だと評し、「The End（終わり）」と文を締めくくるのが口癖である。また、フランス革命に非常に興味を持っている。
小説の中で、ジェームズには数少ない友人がいるが、その中にはロジャー・ピーター・デイヴィス（彼は後にジェームズが所有する船の名前でもある「ジョリー・ロジャー」と呼ばれている）や、蜘蛛の「エレクトラ」がいる。17歳のカレジャーであるアーサー・ダーリング（アーサー・ルウェリン・デイヴィスにちなんで名付けられた）は、勉強、フェンシング、スポーツ、そして訪問中のオスマン帝国のスルタナ、アナノヴァ・アリアドネの注意を引くことにおいてジェームズのライバルである。ジェームズがアナノヴァをうまく口説くと、その愛情が政治的な問題を引き起こし、B卿の貴族としての地位に影響を与える。B卿はジェームズがイートン校を退学し、彼の貿易船「シー・ウィッチ」に乗るよう手配する。学校を去る際に、ジェームズはアーサーとの最終決闘に勝利し、自分の学校記録を燃やして、自分の行動の痕跡を残さないようにする。シー・ウィッチ号では、彼はボースンのバルトロメウ・クイグリー・スミージントン（通称スミー）と友人になり、船に乗っていた奴隷を解放し、船長を倒し（船長はエレクトラに殺された）、四分位を金属のフックで殺害する。
『キャプテン・フック』全体を通して、著者ジェームズ・V・ハートはジェームズ・マシュー・バリーの人生やルウェリン・デイヴィス家の子供たちの生活に関連する出来事を描いている。物語はバリーの原作の戯曲や小説の詳細を膨らませつつ、ジェームズの異常な肌色と黄色い血を血液の病気によるものとし、ジェームズの長い黒髪を通常のかつらではなく自然なものとしている。また、ジェームズが「フック」と呼ばれるようになったのは、義手に由来するのではなく、シー・ウィッチ号の四分位を殺害したことがきっかけとされている。

#### ピーターとスターキャッチャーズ
デイヴ・バリーとリドリー・ピアソンによる小説『ピーターとスターキャッチャーズ』では、キャプテン・フックは口臭がひどく、小さな黒い目を持ち、顔に痘痕があり、常に自分と周囲が汚れているという特徴を持ち、J・M・バリーのイートン出身の紳士像とは大きく対照的である。この小説はキャプテンがピーター・パンと出会う前の話であり、フックはその目立つ口ひげから「ブラック・スタッシュ」と呼ばれている。彼の船は「シー・デビル」と呼ばれているが、後に元々イギリス船であった「ワスプ」を「ジョリー・ロジャー」に改名して奪取する。ブラック・スタッシュは続編『ピーターとシャドウ・シーブス』で「キャプテン・フック」に改名される。バリーとピアソンの本では、彼の左手はピーターによって誤って切り落とされる。
リック・エリスによるバリー＝ピアソン小説の舞台版では、ブラック・スタッシュ（オリジナルプロダクションではクリスチャン・ボールが演じ、この役でトニー賞を受賞した）は、機知に富み、詩的でありながら、時折誤用語を使ったり、ドタバタを繰り広げるサイコティックな海賊として描かれている。ディズニー映画のフック船長に似て、ブラック・スタッシュは危険な悪役とコミカルな道化者の両方を併せ持っている。彼は悪役の血筋の最後の1人であり、偉大な悪役になるために偉大な英雄と戦うことを望んでおり、それをピーターに見出す。彼の手はピーターによってではなく、怒りのあまりトランクの蓋を叩きつけた際に誤って切り落とされる。

#### パイレーツ・オブ・カリビアン
コンセプチュアル・コンサルタントのジェームズ・ワード・バイアキットが手がけた2007年の映画『パイレーツ・オブ・カリビアン/ワールド・エンド』のコンセプトアートの1つには、ブレズレン評議会の海賊卿の1人として、キャプテン・フックに似た海賊が描かれていた。
A.C.クリスピンの2011年の小説『パイレーツ・オブ・カリビアン/自由の代償』では、キャプテン・ティーグと海賊卿ドン・ラファエルの会話の中で、「数ヶ月前、オポルトで誰に会ったか当ててみろ。（中略）ジェームズだ。（中略）彼は片手を失ったそうだ。（中略）でも、そんなに悪くないと言ってたよ。フックは戦いで短剣と同じくらい役に立つって。（中略）彼は少しも年を取っていなかった、一日もな。（中略）ジェームズはずっと...抑えた感じだった。（中略）酒場の主人の息子が皿を片付けに来たとき、彼が振り返ってジェームズを見たとき、ほんの一瞬だけ怯えたような顔をしたんだ。いや、それ以上に。恐怖に満ちた顔だった。（中略）想像できるか？少年に怯えられるなんて！」というやりとりがあった。著者クリスピンは、「ジェームズ」がJ.M.バリーの『ピーター・パン』に登場するキャプテン・フックであることを確認した。クリスピンは、パイレーツシリーズにはディズニーの「インジョーク」がいくつか含まれている（たとえば、『パイレーツ・オブ・カリビアン/呪われた海賊たち』でジレットが『リトル・マーメイド』について言及するコメントなど）ため、「ジェームズ」に言及することをジョークとして取り入れたと考えた。

### 劇場

#### ピーター・パン（1950年のミュージカル）
レナード・バーンスタインのミュージカル版では、ボリス・カーロフがミスター・ダーリング／キャプテン・フックを演じ、ジーン・アーサーがピーターを演じた。

#### ピーター・パン（1954年のミュージカル）
特に有名なのは、1954年のミュージカル版で、シリル・リチャードがキャプテン・フックを演じ、メアリー・マーティンがピーター・パンを演じた。また、1977年のリバイバル公演では、ジョージ・ローズがキャプテン・フックを演じ、サンディ・ダンカンがピーター・パンを演じた。

#### ファインディング・ネバーランド（2012年のミュージカル）
ミュージカル版『ファインディング・ネバーランド』におけるキャプテン・フックの役は、チャールズ・フローマンを演じる同じ俳優が担当している。この役は、レスターでオリバー・ブートによって初めて演じられた。アメリカン・レパートリー・シアターでの試演では、マイケル・マグラスが演じた。ブロードウェイ版ではケルシー・グラマーがこの役を初演し、その後、アンソニー・ウォーロウ、テレンス・マン、マーク・クディッシュが交代でこの役を務めた。最初の全米ツアーではトム・ヒューイットがこの役を演じた。

### その他

#### 2012年ロンドンオリンピックの開会式
キャプテン・フックは、ヴォルデモート、ハートの女王、クルエラ・ド・ヴィル、チャイルド・キャッチャーなどの他のインフレータブル（膨張式）の悪役たちと共に、ロンドンで開催された2012年ロンドンオリンピックの開会式に登場し、イギリスの児童文学の悪役の1人として登場した。